# Каракас, Майк
Майкл Джордж Каракас (англ. Michael George Karakas; 13 ноября 1911, Орора — 2 мая 1992, Уэйкфилд) — американский хоккеист греческого происхождения, игравший на позиции вратаря, обладатель Кубка Стэнли 1938 года в составе «Чикаго Блэкхокс».

## Биография

### Игровая карьера
Отыграв  четыре полных сезона на молодёжном уровне, в 1935 году присоединился к клубу НХЛ «Чикаго Блэкхокс», в котором сразу стал основным вратарём. По итогам первого сезона он получил Колдер Трофи, как лучший новичок сезона. Каракас играл за «Блэкхокс» последующие четыре сезона, выиграв в 1938 году с командой Кубок Стэнли.
По ходу сезона 1939/40 он был обменян в «Монреаль Канадиенс», в котором так и не закрепился, отыграв более трёх сезонов за фарм-клуб «Провиденс Редс» и выиграв в 1940 году Кубок Колдера. В январе 1944 года вернулся в «Блэкхокс», в котором отыграл три сезона, как основной вратарь. Его последним клубом в карьере стал «Провиденс Редс», в котором он завершил игровую карьеру.

### Признание
В 1973 году был принят в Зал славы хоккея в США.

### Смерть
Скончался 2 мая 1992 года на 81-м году жизни.